# 黎栢
黎栢（越南语：／，？—1600年六月），又名黎维栢，清华处瑞原县蓝山乡人，越南后黎朝黎英宗长子，黎室皇亲的重要成员，封本国公。

## 生平
黎栢，又名黎维栢，黎英宗黎维邦的长子，母亲为雷阳县三闾社人黎氏玉瑶。1572年十一月，黎英宗受黎及第谋害郑松事件的牵连，出走乂安。黎栢与其弟黎榴、黎梗、黎松跟随父亲播迁，只有英宗第五子黎维潭尚在瑞原县广施社。郑松遂立黎维潭为帝，是为黎世宗。作为嫡长子的黎栢因此失去皇位继承资格。1573年正月，宋德位在雷阳县弑杀黎英宗，不过黎栢兄弟未受罪责，并且参与了讨莫战争。
1593年，后黎朝克复升龙后，黎世宗由清华返回东都。四月，论功行赏，加封黎栢为少尉本郡公。1599年，黎世宗驾崩，黎神宗即位。黎栢以皇伯进封太尉本国公。
1600年六月，阮潢谋乱，黎神宗播迁，黎栢从驾不及，为乱兵所杀，追赠司徒。

## 后代
黎栢生有二男一女：
- 谦郡公黎□，字明正，谥福祐府君[3]。
- 强郡公黎柱，字荣进，谥永定府君[3]。取清郡公郑梉之女鄭氏玉生四子一女。
- 比丘真慧黎氏玉缘，号妙惠，谥广道禅师，敕封圣善菩萨[3][4]:12。